# Euroleon polyspilus
Euroleon polyspilus är en insektsart som först beskrevs av Gerstaecker 1885.  Euroleon polyspilus ingår i släktet Euroleon och familjen myrlejonsländor. Inga underarter finns listade i Catalogue of Life.